# Міністерство закордонних справ СРСР

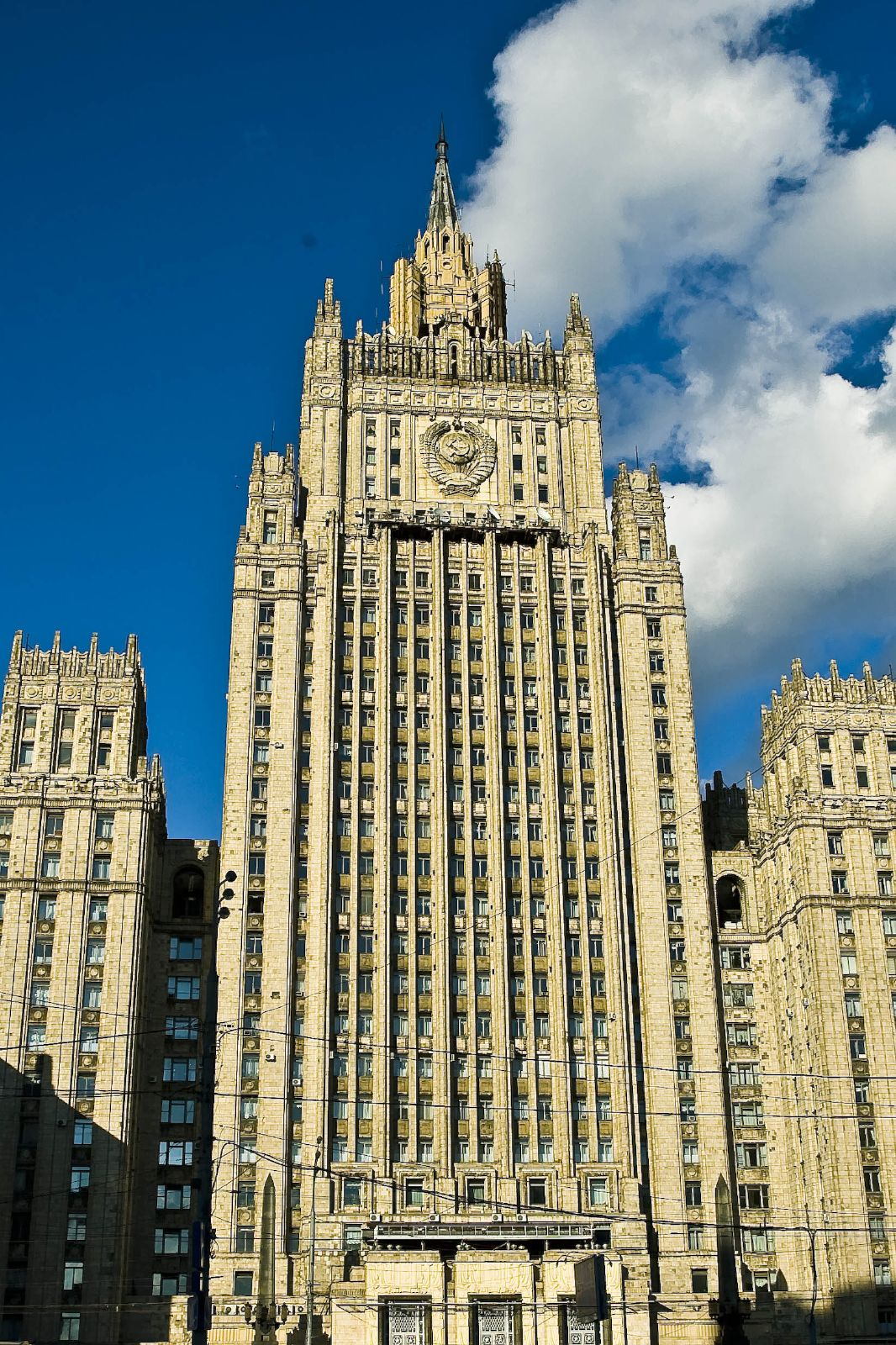
Міністерство закордонних справ СРСР, Москва

Міністерство закордонних справ СРСР (Народний комісаріат у закордонних справах СРСР) — центральний орган державного управління СРСР в галузі зовнішньої політики і міжнародних відносин.

## Історія
6 липня 1923 утворений Народний комісаріат у закордонних справах СРСР. З прийняттям нової Конституції СРСР 5 грудня 1936 Наркомат перейменовано в Народний комісаріат закордонних справ СРСР.
15 березня 1946 наркомат перейменовано на Міністерство закордонних справ СРСР.
14 листопада 1991 Міністерство закордонних справ СРСР скасовано. На його базі утворено Міністерство зовнішніх зносин СРСР (з передачею новоствореному відомству частини зовнішньоторговельних функцій).
Міністерство зовнішніх зносин СРСР ліквідовано 26 грудня 1991 у зв'язку з припиненням існування СРСР.

## Список народних комісарів із закордонних справ СРСР
| Ім'я                       | Початок повноважень | Кінець повноважень |
| -------------------------- | ------------------- | ------------------ |
| Чичерін Георгій Васильович | 6 липня 1923        | 21 липня 1930      |
| Літвінов Максим Максимович | 21 липня 1930       | 5 грудня 1936      |

## Список народних комісарів закордонних справ СРСР
| Ім'я                         | Початок повноважень | Кінець повноважень |
| ---------------------------- | ------------------- | ------------------ |
| Літвінов Максим Максимович   | 5 грудня 1936       | 3 травня 1939      |
| Молотов В'ячеслав Михайлович | 3 травня 1939       | 15 березня 1946    |

### Перші заступники
| Ім'я                            | Початок повноважень | Кінець повноважень |
| ------------------------------- | ------------------- | ------------------ |
| Крестинський Микола Миколайович | 193?                | 1937               |
| Потьомкін Володимир Петрович    | 1937                | 1940               |
| Вишинський Андрій Януарійович   | 1940                | 1946               |

## Список міністрів закордонних справ СРСР
| Ім'я                                | Початок повноважень | Кінець повноважень |
| ----------------------------------- | ------------------- | ------------------ |
| Молотов В'ячеслав Михайлович        | 19 березня 1946     | 4 березня 1949     |
| Вишинський Андрій Януарійович       | 4 березня 1949      | 5 березня 1953     |
| Молотов В'ячеслав Михайлович        | 5 березня 1953      | 1 червня 1956      |
| Шепілов Дмитро Трохимович           | 1 червня 1956       | 15 лютого 1957     |
| Громико Андрій Андрійович           | 15 лютого 1957      | 2 липня 1985       |
| Шеварднадзе Едуард Амвросійович     | 2 липня 1985        | 20 грудня 1990     |
| Бессмертних Олександр Олександрович | 15 січня 1991       | 23 серпня 1991     |
| Панкін Борис Дмитрович              | 28 серпня 1991      | 14 листопада 1991  |

## Список міністрів зовнішніх зносин СРСР
| Ім'я                            | Початок повноважень | Кінець повноважень |
| ------------------------------- | ------------------- | ------------------ |
| Шеварднадзе Едуард Амвросійович | 19 листопада 1991   | 26 грудня 1991     |